# Národní fotbalová liga 1975/1976
V soubojích 7. ročníku Národní fotbalové ligy 1975/76 se utkalo 16 týmů po dvou skupinách dvoukolovým systémem podzim - jaro.

## Skupina A
Zdroj: 
| Poř. | Tým                           | Z  | V  | R  | P  | VG | OG | B  |
| ---- | ----------------------------- | -- | -- | -- | -- | -- | -- | -- |
| 1.   | TJ Kovostroj Děčín            | 30 | 19 | 6  | 5  | 52 | 19 | 44 |
| 2.   | TJ Dynamo České Budějovice    | 30 | 18 | 6  | 6  | 59 | 29 | 42 |
| 3.   | VTJ Tábor                     | 30 | 13 | 11 | 6  | 40 | 24 | 37 |
| 4.   | TJ Spartak Ústí nad Labem     | 30 | 14 | 7  | 9  | 49 | 33 | 35 |
| 5.   | TJ VTŽ Chomutov               | 30 | 13 | 6  | 11 | 44 | 34 | 32 |
| 6.   | TJ Viktoria Žižkov            | 30 | 13 | 5  | 12 | 49 | 48 | 31 |
| 7.   | VTJ Tachov                    | 30 | 10 | 10 | 10 | 34 | 35 | 30 |
| 8.   | TJ Baník Most                 | 30 | 13 | 4  | 13 | 30 | 39 | 30 |
| 9.   | TJ Chemička Ústí nad Labem    | 30 | 9  | 11 | 10 | 30 | 42 | 29 |
| 10.  | TJ Sklo Union Teplice „B“     | 30 | 8  | 11 | 11 | 24 | 28 | 27 |
| 11.  | TJ VS Tábor                   | 30 | 12 | 3  | 15 | 32 | 38 | 27 |
| 12.  | VTJ Dukla Žatec               | 30 | 10 | 6  | 14 | 35 | 39 | 26 |
| 13.  | TJ Slovan Varnsdorf           | 30 | 9  | 8  | 13 | 26 | 41 | 26 |
| 14.  | TJ Kaučuk Kralupy nad Vltavou | 30 | 9  | 7  | 14 | 46 | 52 | 25 |
| 15.  | TJ Rudá hvězda Cheb           | 30 | 8  | 8  | 14 | 33 | 46 | 24 |
| 16.  | TJ Baník Sokolov              | 30 | 6  | 3  | 21 | 24 | 60 | 15 |

Poznámky:
- Z = Odehrané zápasy; V = Vítězství; R = Remízy; P = Prohry; VG = Vstřelené góly; OG = Obdržené góly; B = Body

|  | Postup do 2. československé fotbalové ligy 1976/77 |
|  | Sestup do Divize A 1976/77                         |

## Skupina B
Zdroj: 
| Poř. | Tým                                 | Z  | V  | R  | P  | VG | OG | B  |
| ---- | ----------------------------------- | -- | -- | -- | -- | -- | -- | -- |
| 1.   | TJ ŽD Bohumín                       | 30 | 18 | 8  | 4  | 52 | 20 | 44 |
| 2.   | TJ Slezan Frýdek-Místek             | 30 | 15 | 10 | 5  | 38 | 18 | 40 |
| 3.   | TJ Gottwaldov                       | 30 | 14 | 7  | 9  | 34 | 25 | 35 |
| 4.   | TJ Sigma MŽ Olomouc                 | 30 | 14 | 7  | 9  | 34 | 28 | 35 |
| 5.   | TJ Ostroj Opava                     | 30 | 12 | 10 | 8  | 42 | 32 | 34 |
| 6.   | TJ NHKG Ostrava                     | 30 | 13 | 7  | 10 | 25 | 20 | 33 |
| 7.   | TJ Slovácká Slavia Uherské Hradiště | 30 | 13 | 6  | 11 | 34 | 27 | 32 |
| 8.   | TJ VCHZ Pardubice                   | 30 | 13 | 5  | 12 | 38 | 33 | 31 |
| 9.   | TJ Baník Ostrava OKD „B“            | 30 | 9  | 12 | 9  | 30 | 26 | 30 |
| 10.  | TJ Baník Havířov                    | 30 | 12 | 6  | 12 | 35 | 38 | 30 |
| 11.  | TJ Spartak Hradec Králové           | 30 | 10 | 9  | 11 | 41 | 26 | 29 |
| 12.  | TJ Zbrojovka Vsetín                 | 30 | 12 | 3  | 15 | 37 | 48 | 27 |
| 13.  | TJ Auto Škoda Mladá Boleslav        | 30 | 10 | 6  | 14 | 26 | 31 | 26 |
| 14.  | TJ Sparta ČKD Praha „B“             | 30 | 10 | 5  | 15 | 33 | 38 | 25 |
| 15.  | TJ Sklostroj Turnov                 | 30 | 6  | 5  | 19 | 20 | 49 | 17 |
| 16.  | TJ Náchod                           | 30 | 4  | 4  | 22 | 22 | 82 | 12 |

Poznámky:
- Z = Odehrané zápasy; V = Vítězství; R = Remízy; P = Prohry; VG = Vstřelené góly; OG = Obdržené góly; B = Body

|  | Postup do 2. československé fotbalové ligy 1976/77 |
|  | Sestup do Divize C 1976/77                         |

## Soupisky mužstev

### TJ Ostroj Opava
Jiří Berousek (-/0/-),
Josef Kružberský (-/0/-) –
Miroslav Beinhauer (-/2),
Jiří Březina (-/1),
Christos Čandas (-/0),
František Čuda (-/1),
Josef Drastík (-/0),
Jiří Dundr (-/0),
Erich Hartoš (-/0),
František Jelínek (-/0),
Zdeněk Knopp (-/0),
Luděk Laryš (-/0),
Verner Lička (-/6),
František Metelka (-/3),
František Moc (-/0),
Petr Ondrášek (-/0),
Luděk Pečenka (-/2),
Emil Peterek (-/6),
Pavel Pivovarský (-/0),
Jiří Pospěch (-/0),
Jaroslav Rovňan (-/5),
Petr Skoumal (-/13),
Jiří Stanovský (-/0),
Jiří Tomeček (-/0) –
trenér Evžen Hadamczik, asistent a vedoucí mužstva Karel Větrovec